# Samuel Beer
Samuel Hutchison Beer (Bucyrus, 28 de julio de 1911-Washington D. C., 7 de abril de 2009) fue un politólogo e historiador estadounidense especializado en el gobierno y la política del Reino Unido. Fue profesor durante mucho tiempo en la Universidad de Harvard y se desempeñó como presidente de la organización Americans for Democratic Action a principios de la década de 1960.

## Biografía

### Primeros años
Nació en Bucyrus, Ohio, hijo de William Cameron y Jess Beer. Su padre era abogado. Su madre murió cuando Samuel era muy joven. Asistió a la Academia Militar Staunton junto a Barry Goldwater, y los dos jugaron en el equipo de fútbol de la escuela. Después de graduarse de la Universidad de Míchigan, asistió al Balliol College de la Universidad de Oxford, con una beca Rhodes, donde obtuvo una licenciatura en Historia.
A su regreso a los Estados Unidos, trabajó para el Comité Nacional Demócrata y escribió discursos para el presidente Franklin D. Roosevelt a mediados de la década de 1930. También fue reportero de The New York Post y Fortune. Luego asistió a la escuela de posgrado en la Universidad de Harvard y obtuvo un doctorado en ciencias políticas en 1943. Durante la Segunda Guerra Mundial, sirvió en la artillería del ejército de los Estados Unidos y recibió una Estrella de Bronce por su heroísmo durante el desembarco de Normandía del Día D. Después de la guerra, formó parte del Gobierno Militar Aliado en Alemania y finalmente abandonó el ejército con el grado de capitán.

### Carrera
Al concluir su servicio militar en 1946, se unió a la facultad de la Universidad de Harvard. Allí, se convirtió en uno de los profesores más populares e icónicos de Harvard, enseñando a sus estudiantes "Pensamiento e instituciones occidentales" durante más de tres décadas, un curso que cubría la historia, la filosofía y la política europea examinando con gran detalle seis de las revoluciones de la historia: la el choque del siglo XII entre la iglesia y el estado que dio lugar a la Carta Magna; la Reforma Protestante de principios del siglo XVI; la Revolución inglesa de mediados del siglo XVII; la Revolución Francesa; la era británica de las reformas de principios del siglo XIX; y el ascenso y caída de la Alemania nazi en el siglo XX.
Publicó varios libros en su campo, incluido el primero en 1949, The City of Reason, que defendía un enfoque político basado en la filosofía de Alfred North Whitehead. Fue elegido miembro de la Academia Estadounidense de Artes y Ciencias en 1955. Su libro de 1956, Treasury Control, documentó la política fiscal en el Reino Unido. En 1965, British Politics in the Collectivist Age consideró el conflicto entre los enfoques liberal y conservador en el Reino Unido después de la Segunda Guerra Mundial. Britain Against Itself: The Political Contradictions of Collectivism (1982) analizó el Reino Unido en la era Thatcher. Se centró en Estados Unidos en To Make a Nation: The Rediscovery of American Federalism (1993) sobre la teoría política estadounidense.
Tras su retiro de Harvard en 1982, Beer trabajó en el Boston College y Dartmouth College. También fue académico senior en el Centro Internacional para Académicos Woodrow Wilson.

### Vida personal
Falleció a los 97 años en su casa de Washington D. C.. Le sobrevivieron Jane K. Brooks, su segunda esposa, dos hijas y dos hijastras; seis nietos; tres nietos; y un bisnieto.